# State Line (Mississippi)
State Line is een plaats (town) in de Amerikaanse staat Mississippi, en valt bestuurlijk gezien onder Greene County en Wayne County.

## Demografie
Bij de volkstelling in 2000 werd het aantal inwoners vastgesteld op 555.
In 2006 is het aantal inwoners door het United States Census Bureau geschat op 542, een daling van 13 (-2.3%).

## Geografie
Volgens het United States Census Bureau beslaat de plaats een oppervlakte van
11,2 km², waarvan 11,1 km² land en 0,1 km² water. State Line ligt op ongeveer 59 m boven zeeniveau.

## Plaatsen in de nabije omgeving
De onderstaande figuur toont nabijgelegen plaatsen in een straal van 36 km rond State Line.